# Claudius Marioton
Pour les articles homonymes, voir Marioton.
Claudius Marioton, pseudonyme de Claude Marioton, né le 2 février 1844 à Paris où il est mort dans le 20e arrondissement le 10 avril 1919 est un sculpteur français.
Ciseleur, il est créateur de bijoux et également de luminaires.

## Biographie
Claude Marioton naît à Paris le 2 février 1844de Jean Marioton, cuisinier, et Catherine Magister, brunisseuse. Il est l'ainé des enfants : son frère Eugène Marioton (1857-1933) fut également sculpteur, et Jean Alfred Marioton (1863-1903) fut peintre.
Il est l'élève d'Augustin Dumont à l'École des beaux-arts de Paris.
Il fut membre des commissions de surveillance de l'École Boulle et directeur de l'école de dessin de modelage et de ciselure de la réunion des fabricants de bronze à Paris.
Il signe « Claudius Marioton ».

## Œuvres

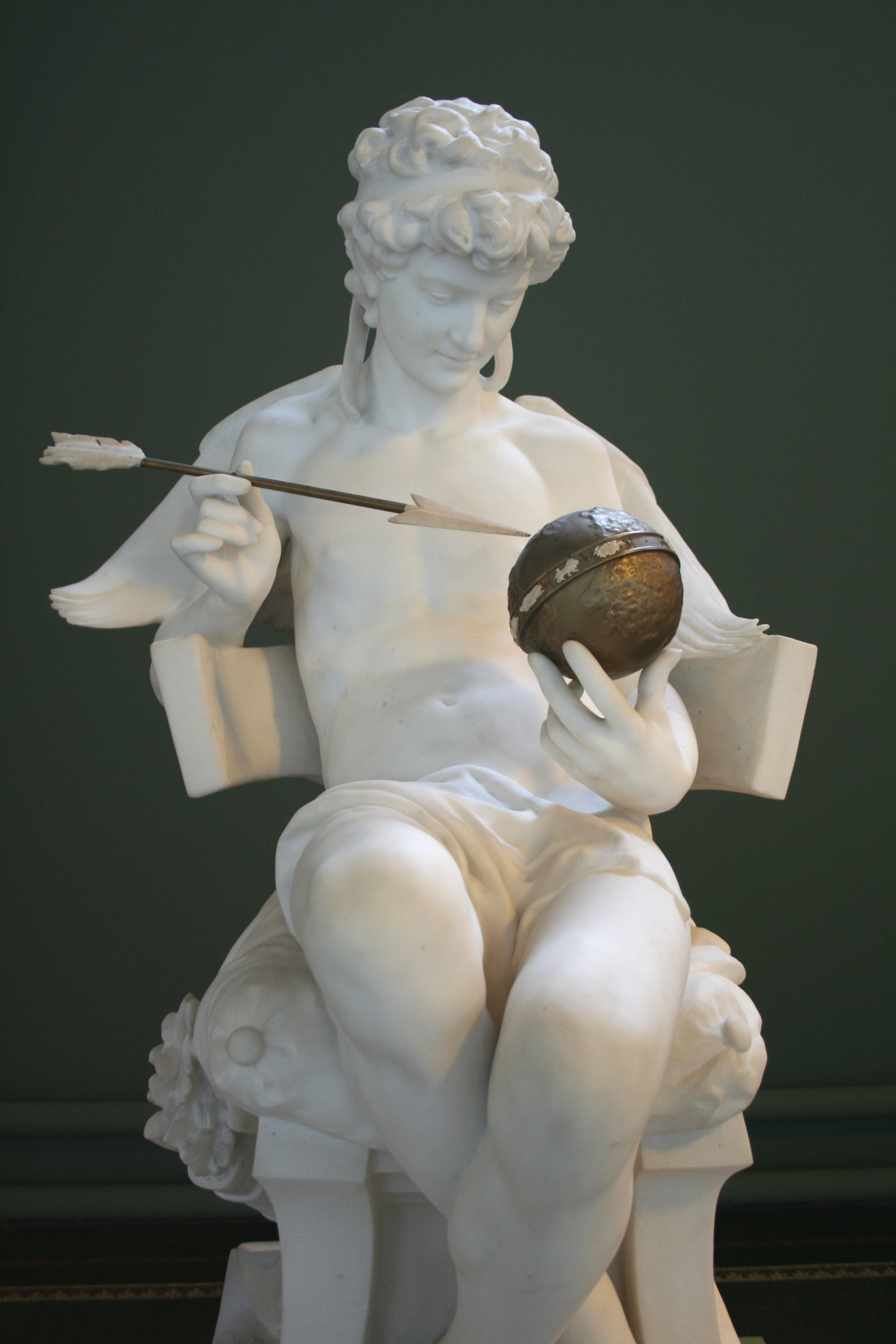
l'Amour fait à son caprice tourner le monde (1879, détail), marbre et bronze, 133 cm, Copenhague, Ny Carlsberg Glyptotek.

- Salon des artistes français de 1879 :
  - Le Plaisir, plâtre, no 6514 ;
  - L'Amour fait a son caprice tourner le monde, bronze, no 6515.
- 1886 : ciselure d'une Coupe de Carrier-Belleuse, Paris, musée d'Orsay[4].
- 1894 :
  - Byzance, statuette en argent et or ;
  - Le Satyre, bas-relief d'acier dans un cadre en lapis-lazuli ;
  - L'Offensive et Défensive, diptyque en argent et ors de couleur[5].

## Exposition et récompenses
- Il expose tous les ans au Salon des artistes français à partir de 1873.
- 1879-1882 : mention honorable.
- 1883 : médaille de 3e classe.
- 1885 : médaille de 2e classe, hors-concours.
- 1876 : lauréat du concours de ciselure Willemsens.
- 1879 : lauréat du concours Crozatier.
- 1889 : Exposition universelle, deux médailles d'or et une d'argent.
- 1893-1894 : membre du jury sculpture au salon des Champs-Élysées.
- 1894 : Exposition universelle de Lyon, grand prix collectif.
- 1895 : chevalier de la Légion d'honneur[6].